# Diocese de Quilon
A Diocese de Quilon  (Latim: Diœcesis Quilonensis) é uma diocese localizada na cidade de Coulão, no estado de  Querala, pertencente a Arquidiocese de Trivandrum na Índia. Foi fundada em 1329 pelo Papa João XXII e recriada em 1845 pelo Papa Gregório XVI. Com uma população católica de 206.610 habitantes, sendo 3,4% da população total, possui 104 paróquias com dados de 2018.

## História
A Diocese de Quilon é a mais antiga diocese de Índia. Foi erigida pela primeira vez pelo Papa João XXII em 9 de agosto de 1329 com a bula Romanus pontifex, sufragânea da Arquidiocese de Soltania na Pérsia. Com o posterior breve de 21 de agosto nomeou como primeiro bispo o dominicano franco-espanhol Jordano de Sévérac, que já trabalhava no sul da Índia como missionário entre os nestorianos desde 1323; ali ele construiu uma igreja dedicada a São Jorge. Essa primeira tentativa teve vida curta, porque nenhum outro bispo é conhecido para essa Sé. Em 1346, em sua viagem de volta da China, o franciscano João de Marignolli desembarcou em Coulão, acolhido pela comunidade católica e celebrou uma missa na igreja fundada por Jordano. Por fim, essa Diocese foi suprimida em 31 de janeiro de 1533, com o estabelecimento da Diocese de Goa, que passava a incorporar todo o Oriente. Seu território seria partilhado entre Goa e a Diocese de Cochim.
Apenas em 15 de março de 1853 foi erigido o Vicariato Apostólico de Quilon com o breve Ex debito do Papa Pio IX, recebendo o território do Vicariato de Verapoly (hoje arquidiocese). Esta decisão formalizou uma divisão de fato do vicariato de Verapoly, que estava em operação desde 1845.
Em 1 de setembro de 1886 o Vicariato Apostólico foi elevado a diocese com a carta apostólica Humanæ salutis do Papa Leão XIII. Em 7 de junho do ano seguinte, com o breve Post initam, foi instituída a província eclesiástica da Arquidiocese de Verapoly, da qual Quilon seria sufragânea.
Posteriormente, cedeu porções do seu território várias vezes a favor da ereção de novas dioceses: a Diocese de Kottar em 26 de maio de 1930; a Diocese de Trivandrum (atualmente arquidiocese) em 1 de julho de 1937; e a Diocese de Punalur em 21 de dezembro de 1985.
Em 29 de abril de 1955, ele cedeu a jurisdição sobre os fiéis do rito siríaco oriental que residiam em seu território à eparquia de Changanacherry.
Em 3 de junho de 2004 passa a fazer parte da província eclesiástica da Arquidiocese de Trivandrum.

## Lista de bispos
A seguir uma lista de bispos desde a criação da diocese em 1329, sendo extinta logo em seguida. Em 1845 é recriada como sendo Vicariato apostólico. Em 1886 é elevada novamente a diocese.
|                                | Nome                                       | Período          | Notas                                     |
| Bispos de Quilon               | Bispos de Quilon                           | Bispos de Quilon | Bispos de Quilon                          |
| ------------------------------ | ------------------------------------------ | ---------------- | ----------------------------------------- |
| 7º                             | Paul Antony Mullassery                     | 2018 - atual     |                                           |
| 6º                             | Stanley Roman                              | 2001 - 2018      |                                           |
| 5º                             | Joseph Gabriel Fernandez                   | 1978 - 2001      |                                           |
| 4º                             | Jerome M. Fernandez                        | 1937 - 1978      |                                           |
| 3º                             | Vincent Victor Derere, O.C.D.              | 1936 – 1937      | Nomeado bispo de Trivandrum               |
| 2º                             | Luis Maria Benziger, O.C.D.                | 1905 - 1931      | Nomeado bispo titular de Antinoë, (Egito) |
| 1º                             | Ferdinand Maria Ossi, O.C.D.               | 1886 – 1905      | Faleceu no cargo                          |
| Vigários apostólicos de Quilon |                                            |                  |                                           |
| 6º                             | Ferdinand Maria Ossi, O.C.D.               | 1883 – 1886      | Nomeado bispo dessa diocese               |
| 5º                             | Idefonso Giovanni Batista Borgna, O.C.D.   | 1871 – 1883      |                                           |
| 4º                             | Ephrem-Edouard-Théoponte Garrelon, O.Carm. | 1868 – 1870      | Nomeado vigário apostólico de Mangalone   |
| 3º                             | Carlo Giacinto Valerga, O.C.D.             | 1854 – 1864      | Faleceu no cargo                          |
| 2º                             | Bernardino Di Sant’Agnes, O.C.D.           | 1853             | Faleceu no cargo                          |
| 1º                             | Bernardine of St. Teresa Bacenelli, O.C.D. | 1847 – 1853      |                                           |
| Bispo de Quilon                |                                            |                  |                                           |
| 1º                             | Jordanus Catalani de Séverc, O.P.          | 1339 – 1330      | Faleceu no cargo                          |